# Люккетофт, Могенс
Могенс Люккетофт (дат. ˈmɔʊ̯əns ˈløɡ̊əˌtˢʌfd̥; 9 января 1946) — датский политик и государственный деятель. Член Социал-демократической партии Дании.
В декабре 2002 году сменил на посту лидера партии Поуля Расмуссена, однако в 2005 году был вынужден подать в отставку из-за проигрыша социал-демократов на всеобщих выборах в Фолькетинг. С 1993 по 2001 год занимал должности министра финансов и министра иностранных дел в Правительстве Поуля Расмуссена. В кабинете Хелле Торнинг-Шмитт (2011—2015) — спикер Фолькетинга парламента Дании. Председатель Генеральной Ассамблеи ООН (2015—2016).

## Личная жизнь
Со слов Люккетофта, его биологическая мать работала на ферме, а биологический отец не хотел жениться на ней, поэтому она была вынуждена переехать в Копенгаген. Его первый приёмный отец умер, когда ребёнку было несколько месяцев. Затем Могенса усыновили Аксель Ликкетофт (Axel Lykketoft) и его супруга Марта Ликкетофт (Martha Lykketoft).
Люккетофт учился в Фредериксбергской гимназии, где в старших классах был Президентом школы. Затем продолжил обучение в Копенгагенском университете, а в 1971 году получил степень кандидата экономических наук.
В 1967 году он вступил в брак с Осе Тофт, которая работала в то время библиотекарем. Семья жила в Альбертслунне. Близкими соседями и друзьями стала семья Поуля Расмуссена. В январе 1979 году Осе Люккетофт умерла от внутричерепного кровоизлияния.
Через два года после смерти первой жены, он женился во второй раз на Хелле Молеруп. В 1986 году он развелся с Хелле и позже женился на Джитт Хильден. С 1993 по 1997 они оба были в должности министров в Кабинете Поуля Расмуссена. Они развелись в 2004 году. В 2005 году Могенс Люккетофт женился на Метте Хольм, с которой познакомился во время своего визита в Китай в 1993 году.
У Люккетофта двое детей от первого брака — Майя (1969) и Кит (1972), а также 5 внуков.

## Политическая карьера
Будучи студентом Копенгагенского университета стал членом студенческой организации Фрит Форум — Социал-демократические студенты Дании. С 1965 по 1970 Люккетофт входил в состав Комитета по управлению, а с 1968 по 1969 был Национальным председателем.
С 1966 начал работу в Экономическом совете рабочего движения, датском мозговом центре состоящим из профсоюзных деятелей и депутатов социал-демократов. С 1975 по 1981 возглавлял его.
20 января 1981 года Премьер-министр Дании Анкер Йоргенсен назначил Люккетофта министром налогообложения. В этой должности он проработал чуть менее 20 месяцев из-за отставки социал-демократического правительства.
На всеобщих выборах в 1981 году он победил и стал депутатом Парламента Дании от округа Копенгаген. С тех пор он переизбирался в Парламент одиннадцать раз. С 2007 года от — избирательного округа Большой Копенгаген.
В 1987 году пытался стать Лидером Социал-демократической партии Дании, выступив оппозицией Свенну Аукену.
После отставки консервативно-либерального правительства в январе 1993 года, Люккетофт стал министром финансов в 1, 2, 3 и 4 кабинетах Поуль Нюрупа Расмуссена. Он стал человеком, занимавшим пост министра финансов дольше всех в датской истории.
В 2000 году был назначен министром иностранных дел, однако уже через год был вынужден покинуть пост из-за поражения его партии на выборах.
После того как Поуль Расмуссен подал в отставку, Могенс Люккетофт стал лидером партии Социал-демократов Дании.
В октябре 2009 года Люккетофт стал членом Президиума Фолькетинга Дании, а после победы на выборах Коалиции стал спикером Фолькетинга Дании.
В качестве Спикера парламента он с официальным государственным визитом посетил Турцию (2014), Словакию (2013), Грецию (2013), Бундестаг в Берлине (2013) и Конгресс США в Вашингтоне (2012). Также он был с визитами в Мексике (2014), Палестине (2014), Монголии (2013), Бирме (2013), Албании (2012), Болгарии (2012), Вьетнаме (2012) и Индонезии (2012).
В 2013 году Люккетофт был избран Председателем 70-й Генеральной Ассамблеи ООН. Он был единственным официальным кандидатом от неформальной региональной группы Западная Европа. Он не оставил свое депутатское кресло, а взял отпуск до того момента пока не закончатся его рабочий срок в ООН. Люккетофт баллотировался на всеобщих выборах в Датский Парламент в 2015 году.